# Boom van Hippocrates
De Boom van Hippocrates is een artistiek kunstwerk in Amsterdam Nieuw-West.
Het knalblauwe beeld staat opgesteld in het Corfuplantsoen in woonwijk Middelveldsche Akerpolder (De Aker Oost). Kunstenaar Adriaan Rees liet zich inspireren door de Plataan van Hippocrates, daar waar de Griek Hippocrates van Kos zijn leerlingen zou hebben onderwezen. Het Griekse thema is terug te vinden in de straatnamen ten noorden van het plantsoen; deze verwijzen naar Griekse eilanden of archipel. De bedoeling was dat bewoners van de toen nieuwe wijk gezamenlijk onder de boom met elkaar kennis zouden maken door middel van gesprekken. De boom in Amsterdam Nieuw-West is gemaakt van keramisch materiaal. De Plataan van Hippocrates (of een van zijn afstammelingen) staat in het stadje Kos op het gelijknamige eiland. Het beeld staat in het verlengde van het Kospad, al moet men wel brug 2135 over naar het plantsoen.
Op de sokkel staat een tekst van wijsgeer Aristoteles:
Observeer alles.
 Een groot deel van 
de Kunst is, meen ik, 
alles observeren.